# W.W. Trevis Fiberglass Reproduction
W.W. Trevis Fiberglass Reproduction ist ein brasilianischer Hersteller von Automobilen.

## Unternehmensgeschichte
Die Brüder Walter und Wagner Trevison gründeten 1988 das Unternehmen in Santo André und begannen mit der Produktion von Automobilen. Der Markenname lautet WW Trevis.

## Fahrzeuge
Im Angebot stehen Nachbildungen klassischer Fahrzeuge aus den 1930er bis 1960er Jahren. Die Basis bildet ein eigenes Fahrgestell. Darauf wird eine Karosserie aus Fiberglas montiert. Die Radaufhängungen stammen vom Chevrolet Opala. Verschiedene Sechszylinder- und V8-Motoren von Chevrolet und Ford stehen zur Wahl.
Die Vorbilder der Fahrzeuge sind ein Chevrolet von 1934, ein Willys von 1941 als Coupé und Cabriolet, der Ford F-1 als Pick-up, ein Mercury von 1951, ein Pontiac als Dragster sowie der AC Cobra.
Die Fahrzeuge sind häufig als Hot Rod modifiziert.